# رايموند غاريت
رايموند غاريت (بالإنجليزية: Raymond Garrett)‏ هو طيار وسياسي أسترالي، ولد في 19 أكتوبر 1900 في كيو ‏ في أستراليا، وتوفي في 12 أكتوبر 1994 في Box Hill, Victoria ‏ في أستراليا. نشط حزبياً في حزب أستراليا الليبرالي (الفرع الفيكتوري) ‏. وقد انتخب عضو المجلس التشريعي الفيكتوري.